# Блу Лагун (национален парк)
Вижте пояснителната страница за други значения на Лиува.
Национален парк Блу Лагун (на английски: Blue Lagoon) се намира в Замбия, в Централна провинция; на река Кафуе, около 100 km от Лусака.
Националният парк е създаден през 1976 г. Има много антилопи, биволи, зебри; както и много видове птици, по-специално водолюбиви.